# 普塔莱斯城堡
普塔莱斯城堡（法語：Château de Pourtalès）是法国斯特拉斯堡的一座城堡，位于同名的普塔莱斯公园内，建于18世纪。1984年列为法国文化古迹
。

## 历史
它的第一个主人是国王的工程承包商，1802年，为银行家和政治家德比西耶尔收购。梅拉妮德·比西耶尔（1836-1914）嫁给了银行家普塔莱斯伯爵，对城堡进行大规模改建。